# Pascal Ezguilian
Pascal Ezguilian (* 1938 in Martigues; † 13. September 2017 in Jerewan) war ein französisch/armenischer Basketballtrainer. Von 1974 bis 1976 war er Trainer der bundesdeutschen Nationalmannschaft.

## Laufbahn
Ezguilian kam im südfranzösischen Martigues als Sohn einer aus Armenien stammenden Familie zur Welt. Als er acht Jahre alt war, zog er mit seiner Familie in die Armenische Sozialistische Sowjetrepublik. Er spielte Basketball in der Sowjetunion und wurde dann Trainer.
Zwischen 1974 und 1976 war er Trainer der bundesdeutschen Nationalmannschaft. Später arbeitete er als Sportlehrer in Paris und war Trainer bei verschiedenen französischen Vereinen wie Asnières Basket Ball, er trainierte die Mannschaft der französischen Militäreinheit Bataillon de Joinville und den Erstligisten Alsace de Bagnolet.